# Disperis decipiens
Disperis decipiens är en orkidéart som beskrevs av Bernard Verdcourt. Disperis decipiens ingår i släktet Disperis och familjen orkidéer.
Artens utbredningsområde är Tanzania. Inga underarter finns listade i Catalogue of Life.